# Lohausener SV
Der Lohausener SV (offiziell: Lohausener Sport-Verein 1920 e.V.), auch bekannt als SV Lohausen, ist ein Sportverein aus dem Düsseldorfer Stadtteil Lohausen. Die erste Fußballmannschaft der Frauen spielte vier Jahre in der Regionalliga West.

## Geschichte
Der Verein wurde im Jahre 1920 gegründet. Neben Fußball bietet der Lohausener SV die Sportarten Badminton, Fechten, Kindergarten-Fußball und Tennis an.

## Frauenfußball

### Geschichte
Die Fußballerinnen des Lohausener SV schafften im Jahre 1998 den Aufstieg in die seinerzeit zweitklassige Regionalliga West. In den Spielzeiten 1998/99 und 1999/2000 belegten die Lohausenerinnen jeweils den siebten Platz und erreichten ihre besten Platzierungen. Im Jahre 2001 wäre die Mannschaft als Vorletzter sportlich abgestiegen. Da mit dem Garather SV ein Verein seine Mannschaft aus der Liga zurückzog verblieb der Lohausener SV in der Regionalliga. Ein Jahr später stieg die Mannschaft dann in die Verbandsliga ab  und musste 2006 in die Landesliga absteigen. Dort wurden die Lohausenerinnen in den Jahren 2008 und 2010 jeweils Vizemeister hinter dem 1. FFC Ratingen bzw. TuRa Brüggen. Zwei Jahre später stieg die Mannschaft dann aus der Landesliga ab, bevor das Team während der folgenden Bezirksligasaison zurückgezogen wurde. Seit 2015 stellt der Lohausener SV wieder eine Frauenmannschaft. Diese spielt in der Düsseldorfer Kreisliga A und wurde im Jahre 2022 Vizemeister.

#### Erfolge
- Niederrhein-Meisterschaft: 1997/98

### Persönlichkeiten
- Ingrid Adam
- Stephanie Mpalaskas
- Anke Preuß
- Francesca Weber
- Lisa Weiß

## Männerfußball

### Geschichte
Die Fußballer des Lohausener SV feierten 1995 mit dem Aufstieg in die Landesliga Niederrhein ihren größten Erfolg. Nach dem direkten Wiederabstieg rutschte die 1. Mannschaft in die Kreisliga A hinab, wo das Team bis 2015 spielte. Als Meister und mit nur einer Saisonniederlage stieg man wieder in die Bezirksliga auf. Bei der ersten Düsseldorfer Hallenkreismeisterschaft 2018 wurde der zweite Platz erreicht. 2021 gewann die Mannschaft den Düsseldorfer Kreispokal 2020/2021. Dieser Pokalwettbewerb wurde wegen der Corona-Pandemie zwischenzeitlich unterbrochen und im November 2021, als die neue Saison 2021/2022 bereits in vollem Gange war, in Form eines Finalturniers nachträglich zu Ende gespielt. Das Finalturnier fand vor etwa 200 Zuschauern auf der eigenen Sportanlage in Düsseldorf-Lohausen statt.

## Persönlichkeiten
- Peter Frymuth, heute Präsident des FVN und Vizepräsident des DFB